# Mario Giobbe
Mario Giobbe (Roma, 12 marzo 1938) è un giornalista e conduttore radiofonico italiano.

## Biografia
È una delle voci più note del panorama radiofonico italiano. Entrato in Rai nel 1968, dopo avere vinto un concorso nazionale per radio-telecronisti, vi ha lavorato per quasi quarant'anni. Iniziò la sua carriera dalla redazione Rai di Genova, interessandosi anche di argomenti non sportivi.
Dal 1972 al 1987 ha condotto su Radiodue la trasmissione Domenica Sport, all'epoca suddivisa in due parti: la prima (dopo il 1976) era dedicata alla cronaca dei primi tempi delle partite di calcio (per i secondi tempi andava in onda su Radiouno Tutto il calcio minuto per minuto con Roberto Bortoluzzi); la seconda era riservata alle interviste ed ai commenti dei protagonisti raccolti negli spogliatoi. Condusse anche alcune puntate dedicate alla serie B di Tutto il calcio minuto per minuto su Radiouno, soprattutto nelle domeniche seguenti la conclusione del campionato di serie A.
Nel settembre 1987, dopo essere stato nominato caporedattore del Pool sportivo, lasciò la conduzione della trasmissione a Paolo Carbone. Fu lui a permettere l'esordio della prima voce femminile in una radiocronaca calcistica nel 1988, Nicoletta Grifoni. Tale scelta non fu inizialmente ben vista in Rai e neanche dalla stampa sportiva. Lo stesso Roberto Bortoluzzi mostrò qualche scetticismo
Mario Giobbe fu l'autore dell'ultima intervista radiofonica di Gaetano Scirea (campione del mondo 1982) realizzata poche settimane prima della sua scomparsa, nel 1989.

## Vita privata
Dopo un primo matrimonio con l'annunciatrice Rai Roberta Giusti (conclusosi col divorzio), è stato sposato con Marina Sbardella, popolare giornalista di Telemontecarlo (oggi LA7).

## Radio
- Domenica Sport (Radiodue, 1972-1987)
- Tutto il calcio minuto per minuto (Radiouno, 1976)